# Château de Tchortkiv
Le château de Tchortkiv (Чортківський замок) est une forteresse ukrainienne, autour de laquelle la ville moderne de Tchortkiv s’est développée.

## Historique
Il remplace un château plus ancien qui était en bois, sur la rivière Seret, siège des familles Potocki et Golski. En pierre depuis le XVIe siècle, la ville qui se développe conjointement obtenait le droit de Magdebourg en 1522. Un palais renaissance est débuté en 1610 par Stanislas Gloski. En 1648 la ville était un centre de renaissance ukrainienne avec Bogdan Khmelnitski, le château fut prix d'assaut et de firent de nombreux prisonniers, nouvelle prise de la ville en 1649. En 1655, la défense de Pavel Potocki tint quatre jours devant les cosaques de Moscou.

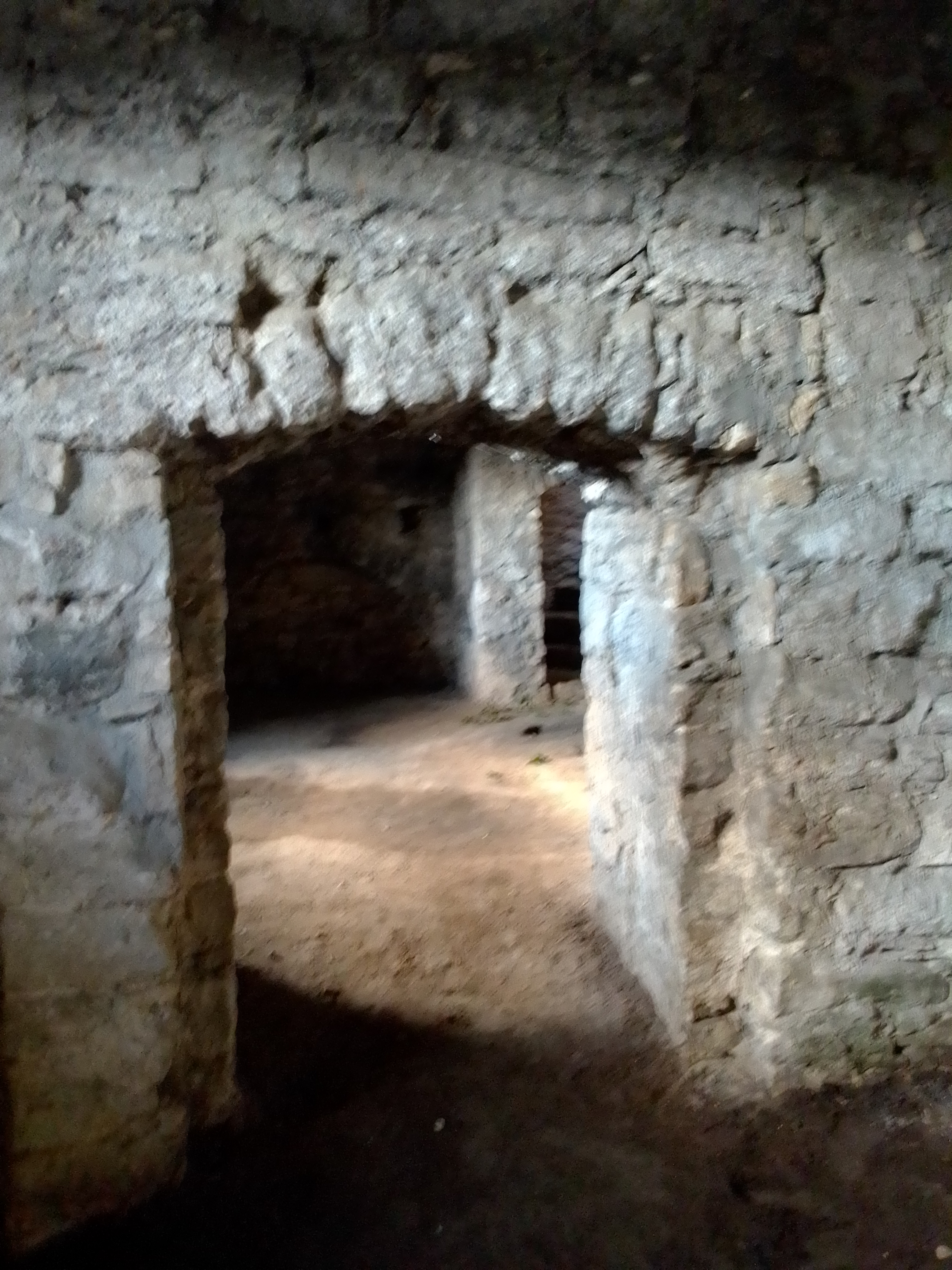
Souterrains.
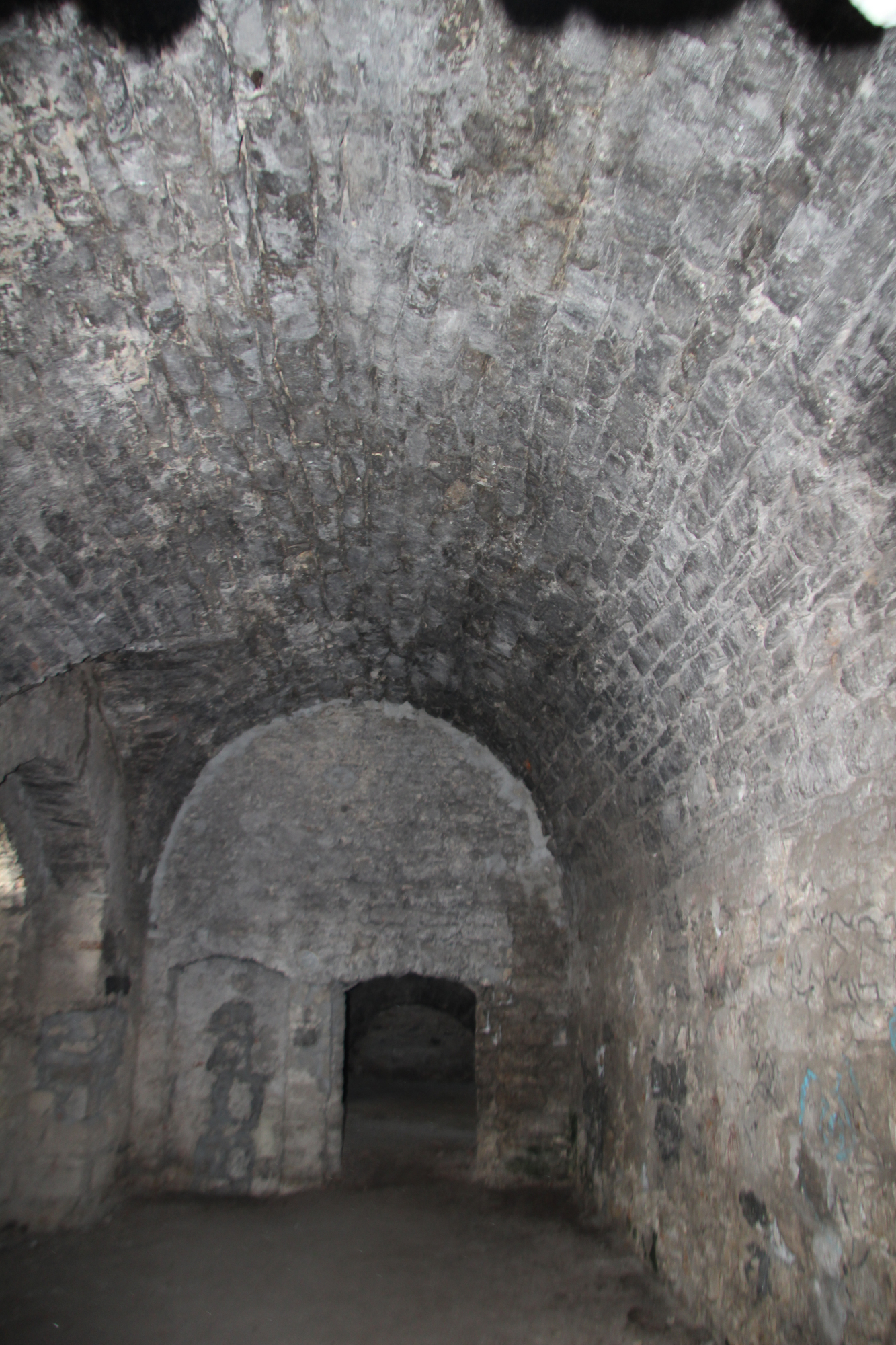
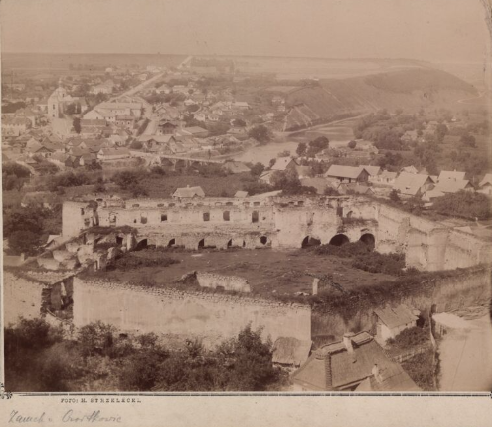
En 1865.
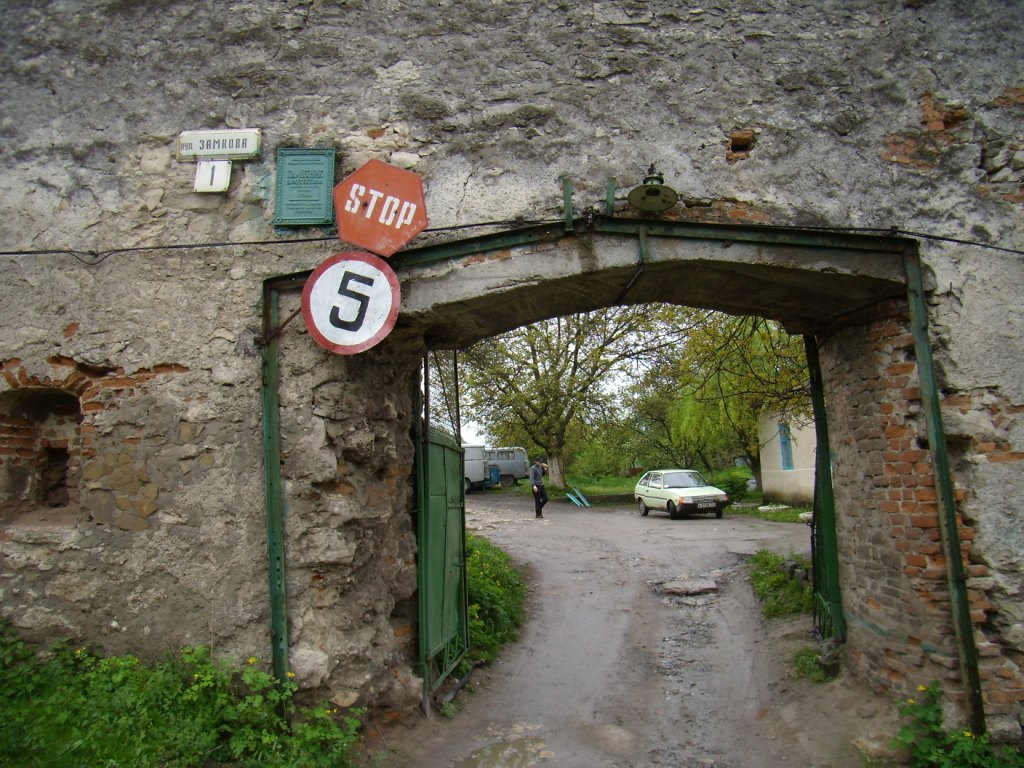
La porte.
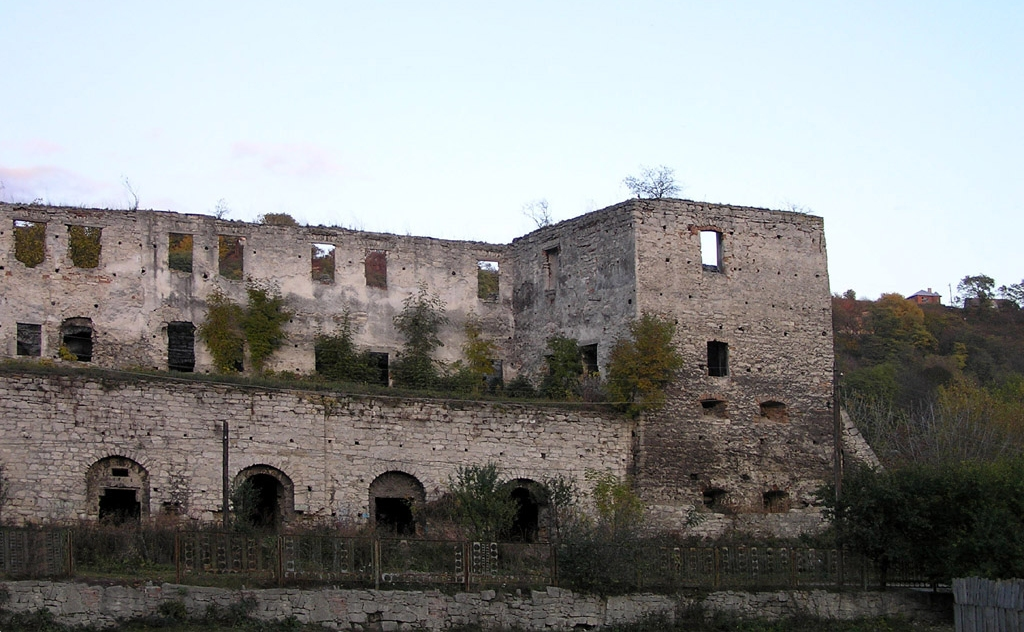
Tour sud.
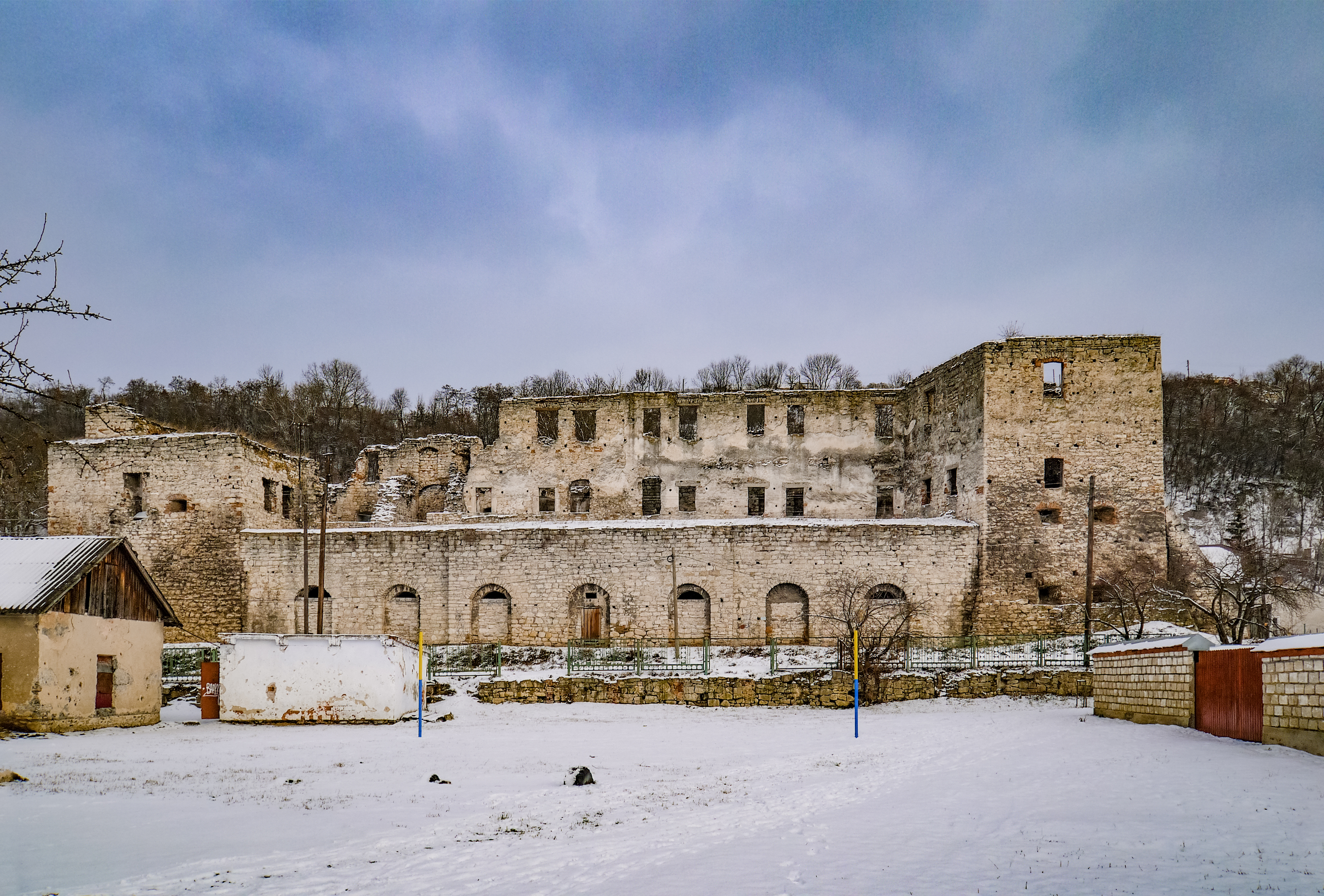
Vue actuelle.

Au XVIIe et XVIIIe siècles, il subit plusieurs sièges et fut relevé chaque fois, mais il perdit de son importance stratégique au milieu de ce siècle. Loué par la famille Sadowski au gouvernement autrichien il devint des casernements puis des granges. En 2010 il devint resserve historique de Tchortkiv et profite ainsi de travaux de réaménagement.

## Châteaux proches
- la forteresse de Kamianets ;
- le château de Kudryntsi ;
- le château de Sydoriv ;
- le château de Medjybij.